# Cantón San Miguel
El cantón San Miguel de Bolívar es una entidad territorial subnacional ecuatoriana, de la provincia de Bolívar. 
Su cabecera cantonal es la ciudad de San Miguel.

## Geografía
El cantón San Miguel de Bolívar, está a una altitud de entre 2500 y 2600 m s. n. m. Tiene una temperatura promedio de 17,5 °C. 

### Hidrografía
El sistema hidrográfico del cantón San Miguel pertenece a la subcuenca del río Babahoyo, conformado por los ríos: Chimbo, Telimbela, San Lorenzo, El Batán, La Esmeralda, Santiago, Cristal, Dulcepamba, Cañí, Pangor, Viejo, Estero de Damas, El Reventado. Todos ellos alimentan el caudal del sistema hídrico de la cuenca del Guayas

### Límites cantonales
| Noroeste: Chimbo    | Norte: Chimbo  | Noreste: Guaranda |
| Oeste: Montalvo     |                | Este: Colta       |
| Suroeste: Chillanes | Sur: Chillanes | Sureste: Colta    |

## División política
San Miguel de Bolívar, tiene 7 parroquias y son las siguientes:

### Parroquia urbana
- San Miguel (cabecera cantonal)

### Parroquias rurales
- Balsapamba
- Bilován
- Régulo de Mora
- San Pablo
- San Vicente
- Santiago

## Demografía
El cantón San Miguel de Bolívar, cuenta con una población de 27.244 habitantes, según censo del INEC 2010, los cuales 25,4 % están en el área urbana y 74,6 %, habitan en el área rural, representando el 8.9% de la población total de la provincia de Bolívar.